# Jackie Mattsson
Sven Jacob-Göran "Jackie" Mattsson, född  2 juli 1955 i Alingsås, död 9 september 2018, var en svensk fotbollsspelare med Alingsås IF som moderklubb. 
Jackie Mattsson spelade för IF Elfsborg 1974–1979 (72 allsvenska matcher och 8 allsvenska mål – stor silvermedalj 1977) och därefter för IFK Västerås 1980 och Västra Frölunda IF 1981 i dåvarande näst högsta serien, division 2. Han var en teknisk och snabb forward som 1975 fick proffsanbud från Hannover 96. Jackie Mattson gjorde "årets mål" i Allsvenskan 1979 (28 maj) mot Öster på Ryavallen – ett skott  från mittcirkeln rakt i krysset bakom då 19-årige Tomas Ravelli i Östers mål. Mattsson var utbildad fotbollstränare, steg 3, och tränade Alingsås IF, Holmalunds IF, Arentorps IF, Annelunds IF och BK Spark.